# Barinitas (paroisse civile)
Pour les articles homonymes, voir Barinitas.
Barinitas est l'une des trois paroisses civiles de la municipalité de Bolívar dans l'État de Barinas au Venezuela. Sa capitale est Barinitas. En 2018, sa population s'élève à 50 898 habitants.

## Géographie

### Démographie
Hormis sa capitale Barinitas divisée en plusieurs quartiers, la paroisse civile possède plusieurs localités dont :
- Barinitas
  - El Bucaral
  - La Cochinilla
  - La Josefara
  - Paraparo
  - Santa Clara
  - Urbanización Juan Pacheco Maldonado
- El Cacao
- La Barinesa
- La Colonia del Curay
- Miraflores
- Mucusaviche
- Terrazas de Santo Domingo